# Eulithis binderi
Eulithis binderi är en fjärilsart som beskrevs av Marschner 1914. Eulithis binderi ingår i släktet Eulithis och familjen mätare. Inga underarter finns listade i Catalogue of Life.